# Poligenismo
El poligenismo es una teoría sobre los orígenes del hombre que postula la existencia de diferentes linajes para las razas humanas. Algunos de sus defensores derivan sus postulados de bases científicas y otros sobre bases pseudocientíficas o religiosas. Se opone a la teoría dominante en antropología, que es el monogenismo.
Conviene diferenciar el término poligénesis, aplicable al origen múltiple de un hecho o proceso, y el de poligenismo, aplicable a la doctrina que sostiene que efectivamente tal origen es el que explica la existencia de tal hecho o proceso.

## Concepto

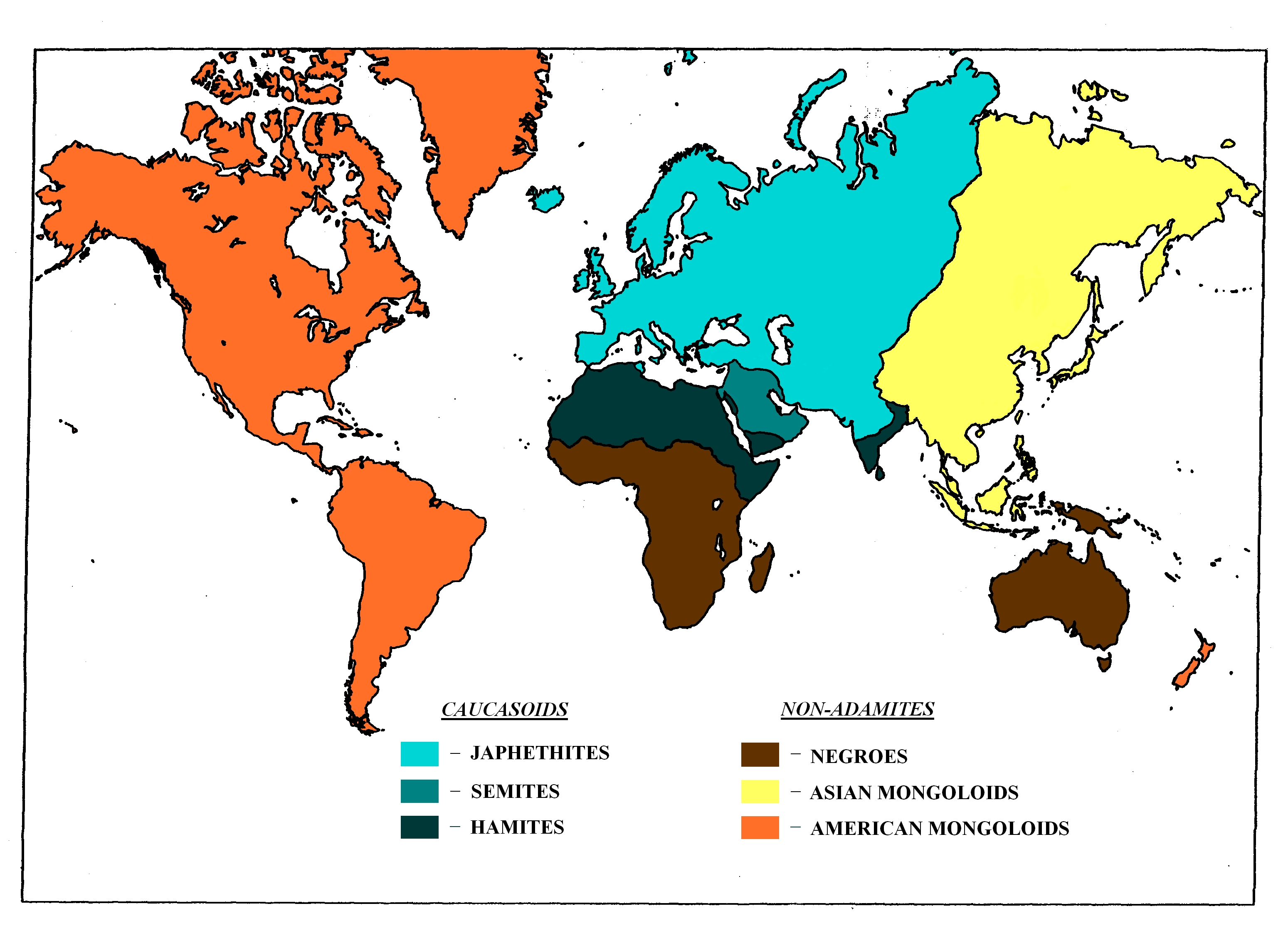
Razas humanas según los poligenistas bíblicos.

Algunos mitos de creación de diversas culturas muestran narraciones interpretables como una explicación poligenista del origen del hombre. La interpretación poligenista de la Biblia es una exégesis herética. Isaac Le Peyrère pretendía con ella reconciliar el limitado número de generaciones entre Adán y Eva y el presente, postulando la existencia de humanos preadamitas.
Parecía difícil de asumir que las razas humanas se hubieran desarrollado dentro del marco temporal comúnmente aceptado para los tiempos bíblicos. Voltaire desarrolló esa duda en su Estudio sobre los hábitos y el espíritu de las naciones de 1756 (un precedente de la historia comparativa), aunque no propuso ninguna solución del problema.
El poligenismo entró en la corriente principal del pensamiento científico y religioso de los Estados Unidos con la obra de Samuel George Morton y sobre todo con la de Louis Agassiz, en el contexto de las polémicas intelectuales en torno a la raza y la esclavitud. Los esclavistas buscaban justificaciones para su postura mediante el recurso a la ciencia empírica, como podían entenderse algunos extremos de la obra de esa perspectiva situaría cada raza como una diferente especie, siendo los negros africanos inferiores mentalmente a los blancos europeos. Agassiz creía que cada raza era única, pero que podían ser clasificadas como pertenecientes a la misma especie. Los descubrimientos geológicos de la época suponían para la Tierra una edad muy superior a la compatible con una estricta interpretación del Génesis, lo que permitió proponer a algunos pensadores el poligenismo como una forma de reconciliar los nuevos descubrimientos con su fe.
En los debates raciales de las décadas de 1860 y 1870, Charles Darwin y sus seguidores fueron partidarios de la tesis monogenista para la especie humana, viendo el origen común para todos los humanos como un punto esencial de la teoría de la evolución, que se conoce con el nombre de hipótesis del origen único. Ernst Haeckel, uno de los principales divulgadores de las ideas de Darwin (a través de su propia interpretación) en el mundo de habla alemana, atacaba ese punto de vista, argumentando que los seres humanos no formaban una sola especie, sino un género, dividido en nueve especies separadas que habrían evolucionado separadamente desde la aparición del habla. Las tesis de Haeckel mantuvieron influencia hasta el siglo XX. 
El poligenismo fue duramente criticado por la Iglesia católica especialmente a partir de la encíclica Humani generis (Pío XII, 1950) que, al tiempo que entendía compatible el evolucionismo con el catolicismo, ponía serios reparos a la compatibilidad del poligenismo con la doctrina del pecado original.
A finales del siglo XX, la obra del paleoantropólogo Carleton Coon es lo más cercano a lo que puede considerarse un poligenismo moderno, que postula que la evolución hacia el actual Homo sapiens moderno se realizó separadamente en cada raza humana. Esta hipótesis, denominada la hipótesis multirregional, fue presentada a mediados de la década de 1960 y no ha sido ampliamente aceptada por la comunidad científica, aunque sigue teniendo partidarios.